# Iodure de bismuth(III)
L'iodure de bismuth(III) est un composé inorganique de formule chimique BiI3. Il s’agit d’un solide noir-verdâtre, produit de la réaction du bismuth et de l’iode, il fut un composé important en analyse qualitative non-organique,.
Il adopte une structure cristallographique particulière où les atomes d’iode forment un réseau hexagonal compact et les atomes de bismuth occupent soit aucun soit les deux tiers des sites octaédriques (alternance de couches). Ainsi ils occupent un tiers du total des sites octaédriques,.

## Synthèse
L'iodure de bismuth(III) est formé par chauffage d’un mélange de poudre de bismuth et de diiode :
2Bi + 3I2 → 2BiI3
L'iodure de bismuth(III) peut également être synthétisé à partir d’oxyde de bismuth et d’une solution aqueuse d’acide iodhydrique :
Bi2O3(s) + 6HI(aq) → 2BiI3(s) + 3H2O(l)

## Réactions
L'iodure de bismuth(III) étant insoluble dans l’eau, la présence de Bi3+ peut être vérifiée par ajout d’une source d’ion iodure (iodure de potassium par exemple). L’apparition d’un précipité noir indique la présence d'ions bismuth (III).
L'iodure de bismuth(III) peut également former des anions d’iodobismuth(III) s’il est chauffé en présence de donneur salin :
2 NaI + BiI3 → Na2[BiI5]